# 信迪利单抗
信迪利单抗（Sintilimab，商品名达伯舒）是一种用于治疗霍奇金淋巴瘤的PD-1抑制剂，并已在中国获得NMPA批准上市，它是一种完全人源化IgG4单克隆抗体 ，可与程序性死亡蛋白1（PD-1）结合。该药由苏州信达生物和礼来联合开发。

## 临床应用
信迪利单抗用于治疗二线全身化疗失败后复发或难治性霍奇金淋巴瘤。

## 副作用
常见的副作用包括发热、甲状腺功能障碍、肝转氨酶升高和自體免疫性肺病。

## 临床研究
目前，该药正在进行20多项有关于其他适应症的临床试验，以评估信迪利单抗在单药或与其他药物联合应用治疗各种实体肿瘤的临床疗效。2019年1月，信迪利单抗的有关治疗复发性霍奇金淋巴瘤的临床试验结果发表。